# 楊能
楊能，字文敬，楊洪之子，明朝軍事將領。
其跟從父楊洪屢立戰功，為為開平衛指揮使，進都指揮僉事。景泰元年，晋升為都指揮同知，擔任遊擊將軍，沿邊巡僥。瓦剌襲擊蔚州，其畏不進，后與紀廣禦寇于野狐嶺，兵敗受傷，為御史張昊彈劾，后被寬恕。之後再命其與石彪各統精兵三千，訓練備調遣。后加升都督僉事，累進左副總兵，協守宣府。巡撫李秉，明景帝不追究。天順初年，以左都督為宣府總兵官，與石彪破敵于磨兒山，封武強伯，戊寅春賜以誥券加封奉天翊衛宣力武臣，階特進榮禄大夫，勲柱國。也先此時已經去世，孛來繼任，楊能與兀良哈相約進攻瓦剌。兵部彈劾其非計謀，英宗主張其意在抗敵，不予追罪。后在宣府作戰失利，再次被兵部彈劾，英宗寬恕，同年去世。